# Ільпанурське сільське поселення
Ільпану́рське сільське поселення (рос. Ильпанурское сельское поселение) — муніципальне утворення у складі Параньгинського району Марій Ел, Росія. Адміністративний центр — присілок Ільпанур.

## Населення
Населення — 687 осіб (2019, 826 у 2010, 901 у 2002).

## Склад
До складу поселення входять такі населені пункти:
| Населений пункт          | Населення, осіб (2002) | Населення, осіб (2010) |
| ------------------------ | ---------------------- | ---------------------- |
| Данилово, присілок       | 18                     | 13                     |
| Ільпанур, присілок       | 696                    | 656                    |
| Марі-Кошпай, присілок    | 47                     | 29                     |
| Онучино, присілок        | 8                      | 3                      |
| Руський Лебляк, присілок | 35                     | 25                     |
| Шеменермучаш, присілок   | 97                     | 100                    |